# Gregory Campbell
Gregory Campbell (* 17. prosince 1983. London, Ontario) je bývalý kanadský profesionální lední hokejista, který naposledy hrál za Columbus Blue Jackets v NHL.

## Kariéra

### Florida Panthers
Tým Florida Panthers jej draftoval jako sedmašedesátého celkově v draftu 2002. V dalších dvou letech si zahrál dva zápasy v NHL, ale nepřipsal si jediný bod. První gól vstřelil v sezoně 2005-06 do sítě montrealského gólmana Yanna Danise.

### Boston Bruins
Po 4 dalších sezónách za Panthers byl 22. června 2010 společně s Nathanem Hortonem vyměněn do Boston Bruins za Dennise Widemana, výběr v prvním kole draftu 2010 a výběr v třetím kole draftu 2011.
V sezoně 2010/11 zaznamenal 14 branek a 19 asistencí a pomohl tak Bostonu získat Stanley Cup, pro něj první v kariéře. Campbell se stal stabilním členem sestavy Bruins, kde působil do roku 2015, kdy podepsal jako volný hráč dvouletý kontrakt s Columbus Blue Jackets. Když měl být ve druhé sezóně s Blue Jackets poslán do farmářského týmu Cleveland Monsters, raději ukončil kariéru.

## Klubové statistiky
| Sezona     | Klub                   | Soutěž     | Základní část | Základní část | Základní část | Základní část | Základní část | Play off | Play off | Play off | Play off | Play off |
| Sezona     | Klub                   | Soutěž     | Z             | G             | A             | B             | TM            | Z        | G        | A        | B        | TM       |
| ---------- | ---------------------- | ---------- | ------------- | ------------- | ------------- | ------------- | ------------- | -------- | -------- | -------- | -------- | -------- |
| 1998–99    | Aylmer Aces Jr.B.      | OMHA       | 49            | 5             | 9             | 14            | 44            | —        | —        | —        | —        | —        |
| 1999–00    | St. Thomas Stars Jr.B. | OMHA       | 55            | 12            | 8             | 20            | 51            | —        | —        | —        | —        | —        |
| 2000–01    | Plymouth Whalers       | OHL        | 65            | 2             | 12            | 14            | 40            | 10       | 0        | 0        | 0        | 7        |
| 2001–02    | Plymouth Whalers       | OHL        | 65            | 17            | 36            | 53            | 105           | 6        | 0        | 2        | 2        | 13       |
| 2002–03    | Kitchener Rangers      | OHL        | 55            | 23            | 33            | 56            | 116           | 21       | 15       | 4        | 19       | 34       |
| 2003–04    | San Antonio Rampage    | AHL        | 76            | 13            | 16            | 29            | 73            | —        | —        | —        | —        | —        |
| 2003–04    | Florida Panthers       | NHL        | 2             | 0             | 0             | 0             | 5             | —        | —        | —        | —        | —        |
| 2004–05    | San Antonio Rampage    | AHL        | 70            | 12            | 16            | 28            | 113           | —        | —        | —        | —        | —        |
| 2005–06    | Florida Panthers       | NHL        | 64            | 3             | 6             | 9             | 40            | —        | —        | —        | —        | —        |
| 2005–06    | Rochester Americans    | AHL        | 11            | 3             | 3             | 6             | 30            | —        | —        | —        | —        | —        |
| 2006–07    | Florida Panthers       | NHL        | 79            | 6             | 3             | 9             | 66            | —        | —        | —        | —        | —        |
| 2007–08    | Florida Panthers       | NHL        | 81            | 5             | 13            | 18            | 72            | —        | —        | —        | —        | —        |
| 2008–09    | Florida Panthers       | NHL        | 77            | 13            | 19            | 32            | 76            | —        | —        | —        | —        | —        |
| 2009–10    | Florida Panthers       | NHL        | 60            | 2             | 15            | 17            | 53            | —        | —        | —        | —        | —        |
| 2010–11    | Boston Bruins          | NHL        | 80            | 13            | 16            | 29            | 93            | 25       | 1        | 3        | 4        | 4        |
| 2011–12    | Boston Bruins          | NHL        | 78            | 8             | 8             | 16            | 80            | 7        | 0        | 2        | 2        | 0        |
| 2012–13    | Boston Bruins          | NHL        | 48            | 4             | 9             | 13            | 41            | 15       | 3        | 4        | 7        | 11       |
| 2013–14    | Boston Bruins          | NHL        | 82            | 8             | 13            | 21            | 47            | 12       | 0        | 0        | 0        | 4        |
| 2014–15    | Boston Bruins          | NHL        | 70            | 6             | 6             | 12            | 45            | —        | —        | —        | —        | —        |
| 2015–16    | Columbus Blue Jackets  | NHL        | 82            | 3             | 8             | 11            | 78            | —        | —        | —        | —        | —        |
| 2016–17    | Cleveland Monsters     | AHL        | 0             | —             | —             | —             | —             | —        | —        | —        | —        | —        |
| NHL celkem | NHL celkem             | NHL celkem | 803           | 71            | 116           | 187           | 696           | 59       | 4        | 9        | 13       | 19       |